# ناحیه گرایسکیرچن
ناحیه گرایسکیرچن (به آلمانی: Grieskirchen District) یک ناحیه در اتریش است که در اوبراسترایش واقع شده‌است. ناحیه گرایسکیرچن ۶۱٬۹۶۰ نفر جمعیت دارد.